# Museu Guimet

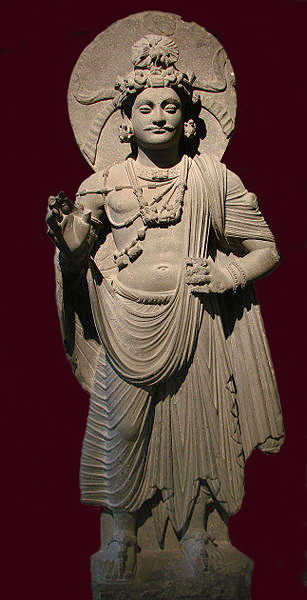
Bodhisattva, cultura Gandara, século II-III

O Museu Guimet, ou Museu Nacional de Arte Asiática, é um museu de Paris dedicado à preservação, estudo e divulgação de um vasto acervo de arte, arqueologia e etnografia do Oriente.

## História

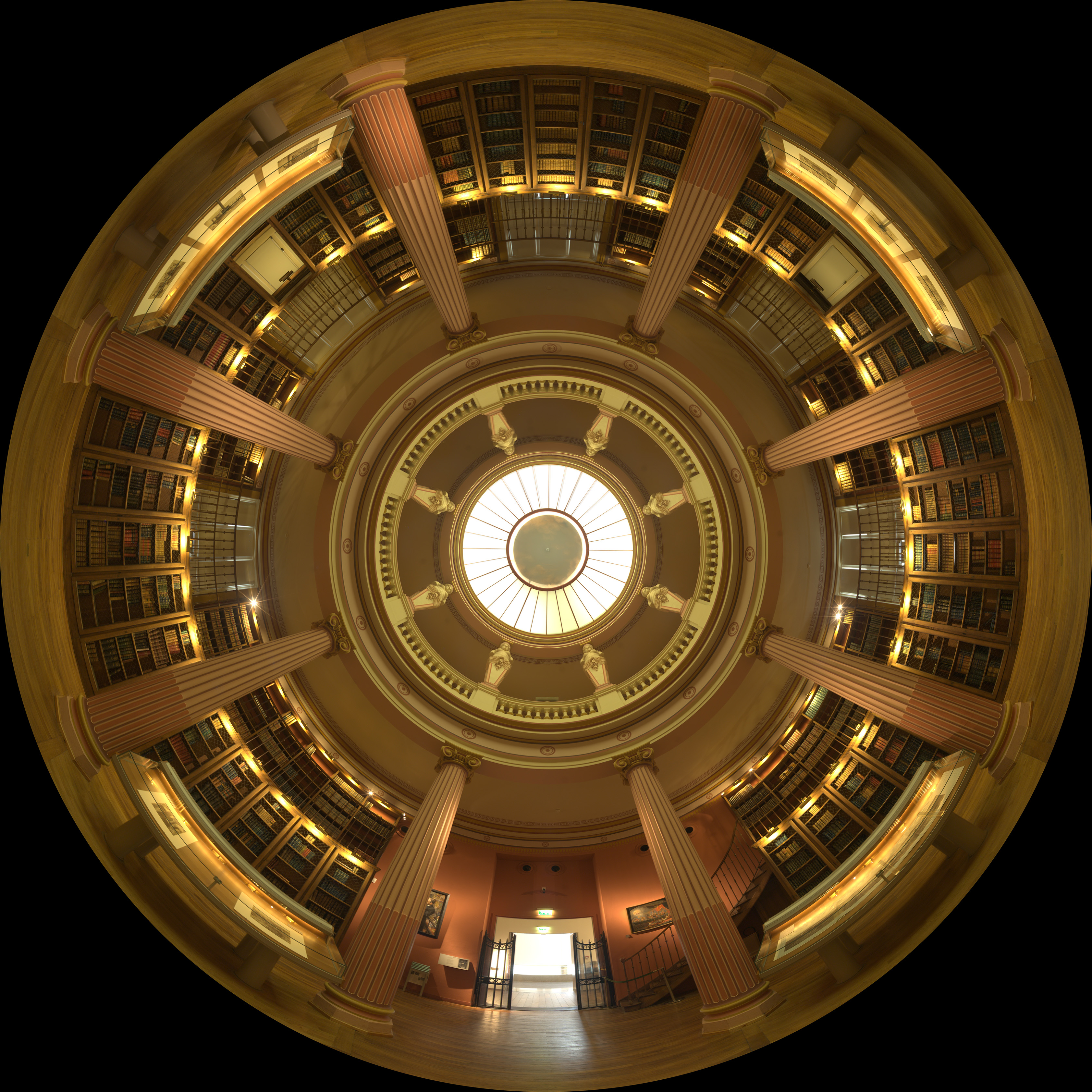
Vista panorâmica da biblioteca do Museu Guimet.

O museu foi idealizado pelo industrial Émile Guimet (1836-1918), e formado em torno das peças por ele colecionadas em suas viagens pelo Egito, Grécia e Ásia. A coleção foi aberta ao público inicialmente em Lion, em 1879. Mais tarde foi construída uma sede em Paris, inaugurada em 1889, e o acervo foi para lá transferido.
Originalmente concebido para focalizar a história das religiões da antiguidade, Guimet passou a deslocar sua atenção para outros aspectos das civilizações asiáticas a partir de uma série de expedições arqueológicas e etnográficas enviadas para vários locais do Extremo Oriente pelo Louvre e pelo antigo Museu Indochinês do Trocadéro.
A partir de 1927 o museu passou para a administração estatal, e recebeu grandes coleções de objetos coletados no decurso de grandes expedições à China e Ásia Central, lideradas por Paul Pelliot e Edouard Chavannes, e também recebeu as peças originalmente instaladas no Museu Indochinês. Também nesta época o acervo foi muito ampliado com importantes coleções conseguidas pela Delegação Arqueológica Francesa no Afeganistão. Estes acréscimos obrigaram a uma reforma nas instalações do museu no final da década de 1930.
De 1945 em diante, com a completa reorganização das coleções nacionais francesas, o Museu Guimet transferiu suas peças egípcias para o Louvre, e em troca recebeu toda a coleção do extinto Departamento de Arte Asiática. Desde esta época o museu adquiriu uma reputação mundial pela riqueza de seu acervo, e entre 1954 e 1965 passou a intensificar suas atividades de pesquisa, ampliar sua biblioteca e seus arquivos fotográficos.
Neste ínterim, em 1960, o prédio do museu passou por nova reforma a fim de acomodar a coleção sempre em expansão e abrir espaço para salas administrativas, reformulando toda a decoração interna. Em 1991 foi aberto um anexo na Avenida Iéna 19, o Panteão Budista, com uma seleção de obras coletadas pelo próprio Guimet. Seguiu-se a isso um programa de extensas adaptações no prédio principal, empreendidas entre 1993 e 1996, que tornaram o Museu Guimet um dos principais centros mundiais de pesquisa e conhecimento sobre as culturas do oriente.
Além das exposições temporárias e permanentes de seu acervo próprio, o Museu Guimet abre espaço para coleções convidadas, oferece ciclos de palestras e cursos, recitais de música, dança e teatro, retrospectivas cinematográficas e uma série de outras programações culturais.

## Outros projetos

### O Panteão Budista

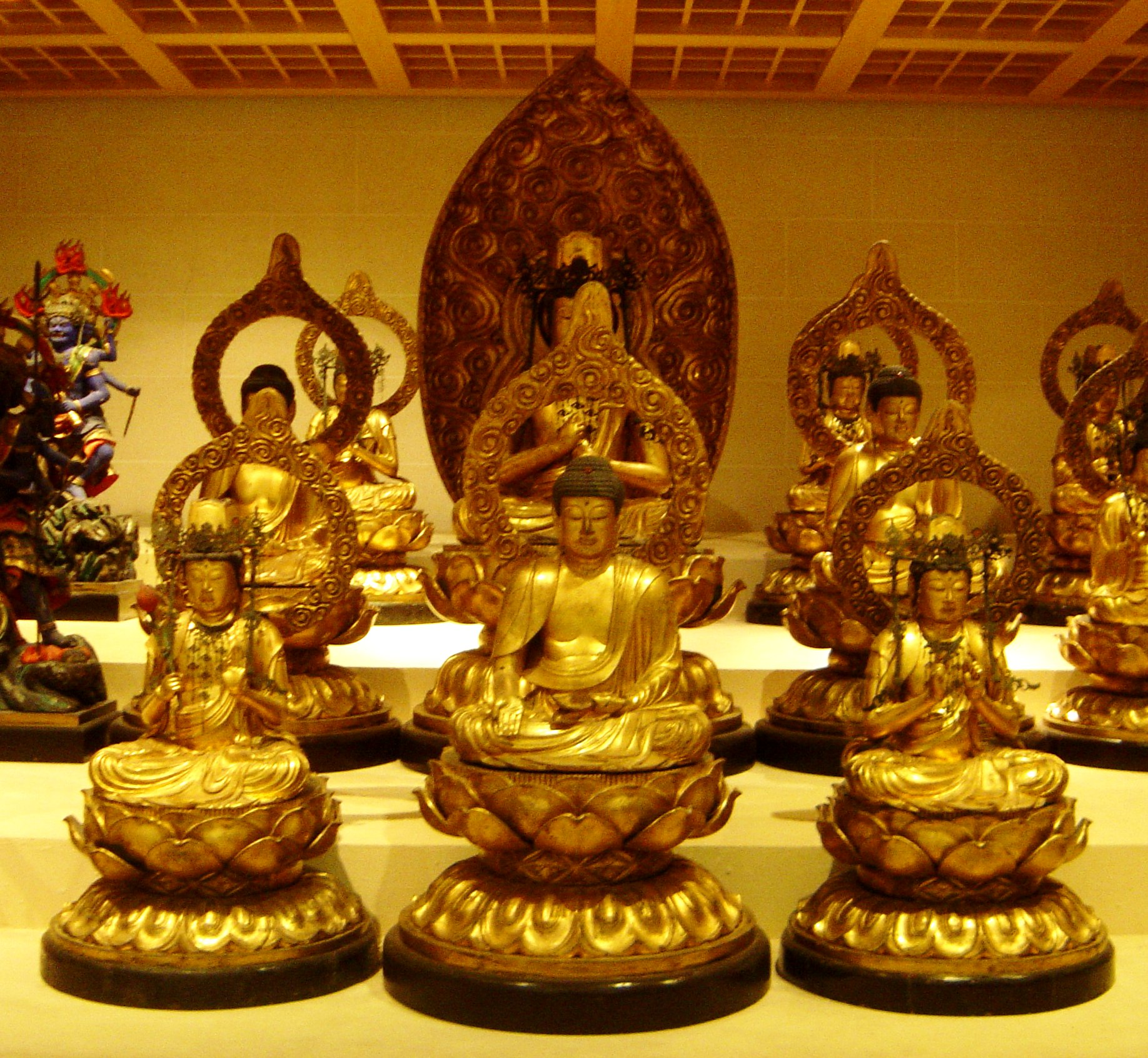
Galeria no Panteão Budista.

Instalado na antiga mansão de Alfred Heidelbach, adquirida em 1955, sendo completamente adaptada para abrigar um museu. Mostra um grupo de seletas obras-primas de arte japonesa, indiana e chinesa que datam do século XI ao XIV, num conjunto que não tem paralelo em todo o mundo. As galerias do Panteão são completadas pelo Jardim Japonês e pelo Pavilhão de Chá.

### Museu d'Ennery
Administrado pelo Museu Guimet, e instalado em uma mansão na Avenida Foch 59 que pertenceu a Madame Clémence d’Ennery, uma colecionadora de objetos de arte oriental. A coleção integra cerca de 700 itens chineses e japoneses, expostos no ambiente idealizado pela antiga proprietária, com luxuosas estantes e mostruários e uma decoração da época do Império. Com o auxílio de Georges Clémenceau e Émile Deshayes, curador do Museu Guimet, Madame d'Ennery começou a organizar sua coleção a partir de 1892, posteriormente doando-a ao estado. Foi aberta ao público em 27 de maio de 1908.

### Arqueologia
O Museu Guimet mantém um intenso programa de atividades de pesquisa arqueológica na Ásia, com os seguintes centros:
- Indo-Baloquistão, fundado em 1958 pelo curador do museu, Jean-Marie Casal, como um braço da Delegação Arqueológica Francesa no Afeganistão, concentrando suas escavações sucessivamente nas localidades de Nindowari, na planície de Kachi, nas montanhas de Bolan, em Pirak, Mergar e Nausharo. Em todos estes locais foram trazidas à luz importantes relíquias de assentamentos antigos, muitos datando da pré-história, contribuindo de forma significativa para o maior conhecimento das civilizações que ocuparam estas áreas.
- Mongólia, projeto iniciado em 1992, a partir de um convite da Academia de Ciências da Mongólia para formar uma equipe internacional de pesquisadores que pudessem ampliar os conhecimentos sobre a história do país. A equipe fez pesquisas em Egiin Gol e Gol Mod, tendo como centro de interesse a civilização Xiongnu, que floresceu entre os séculos III e II a.C.

## As coleções
A vasta coleção do Museu Guimet se divide nos seguintes departamentos:

### Afeganistão e Paquistão
Criada a partir de uma série de peças coletadas em uma missão liderada por Alfred Foucher no distrito de Peshawar, a coleção é centrada na cultura Gandara, que fixou pela primeira vez a iconografia canônica Budista. Possui ainda o Tesouro de Begram, descoberto por Joseph Hackin em 1937, além de marfins de Matura, vidros helenísticos e lacas chinesas Han.
Em 1922 foi criada a Delegação Arqueológica Francesa no Afeganistão, realizando pesquisas em Cabul e no sítio arqueológico de Paitava, resgatando peças importantes como o Buda do Grande Milagre. O sítio de Hadda também revelou ricos achados das culturas hunas, e outras expedições à antiga rota do Indo, de Báctria a Taxila, e no Indocuche, contribuíram com novos lotes de peças greco-budistas e de arte do Turquestão.

### Himalaia

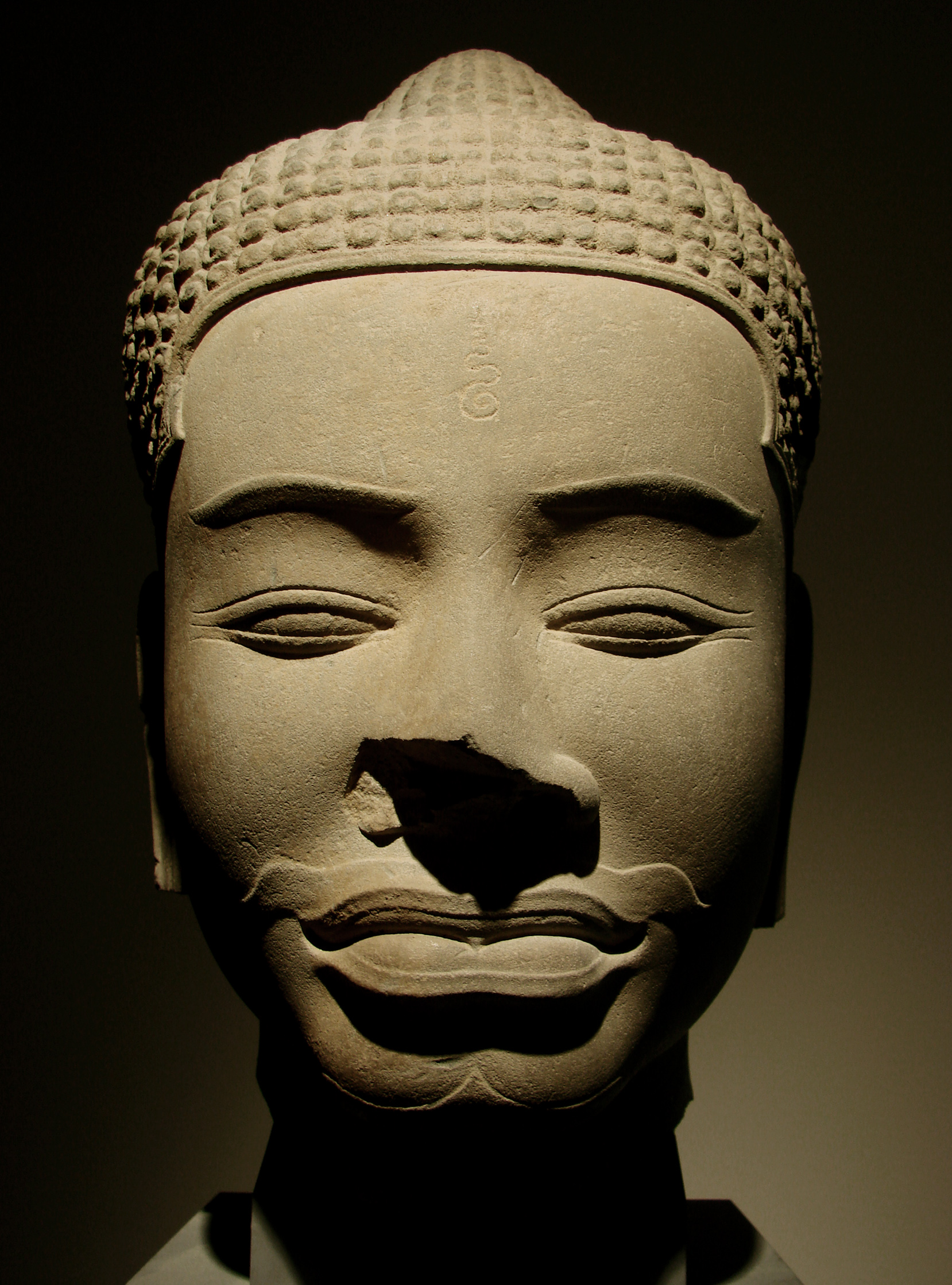
Buda, Camboja, século XI.

Existente desde a fundação do museu, este departamento nasceu em torno de um pequeno grupo de peças lamaicas, sendo ampliada para hoje apresentar cerca de 1.600 itens. Dentre eles estão uma importante coleção de bronzes e pinturas sino-tibetanas dos séculos XVIII e XIX, bronzes nepaleses antigos, peças Thang-ka, livros pintados, esculturas dos séculos XI ao XIX, e estatuária em madeira, além de peças litúrgicas.

### Sudeste Asiático
Este departamento foi criado a partir da fusão de duas grandes coleções de arte quemer, uma de Étienne Aymonier, e outra do antigo Museu Indochinês. Destacam-se o Harihara do ashram Maha Rosei, o frontão de Banteay Srei, a cabeça de Jaiavarmã VII e as peças da cultura Champa.

### Ásia Central
Possui peças inicialmente obtidas por três missões, empreendidas por Dutreuil de Rhins, Paul Pelliot e Joseph Hackin, que coletaram importantes artefatos e manuscritos em antigos centros budistas ao longo da Rota da Seda, além de significativos exemplares de estatuária, como o Buda meditando de Duldur-Akhur, e as cinqüenta pinturas provenientes da Gruta dos Manuscritos em Dunhuang.

### China

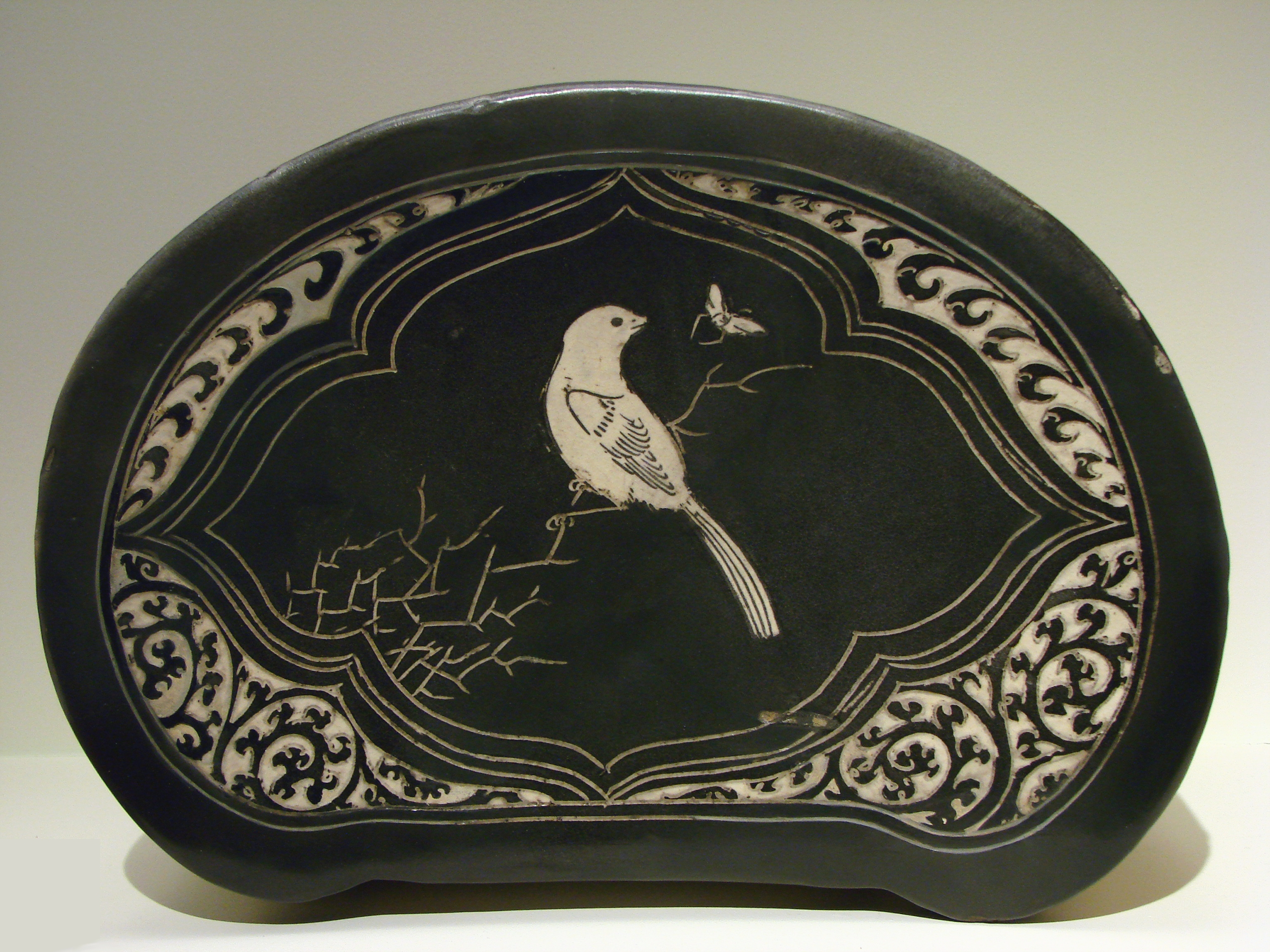
Cerâmica chinesa, Dinastia Song do Norte, século XII.

O Departamento Chinês compreende cerca de 20 mil objetos, cobrindo sete mil anos de civilização, e incluem peças em jade, cerâmicas, bronzes, espelhos, moedas e uma variedade de outros itens, destacando-se a estatuária Han e Tang e a extensa coleção de porcelanas, celadons e vasos de pedra.

### Coréia
Originado a partir da Expedição Varat, de 1888, organizada com a colaboração de diplomatas franceses em Seul. Esta missão produziu uma coleção eclética que revelou à Europa uma nação que até então era fechada aos estrangeiros. A coleção coreana compreende cerca de mil peças, de quase todos os períodos históricos daquele país, com predomínio de arte Budista, mas com significativa representação de arte dos períodos Koryo e Choson.

### Índia

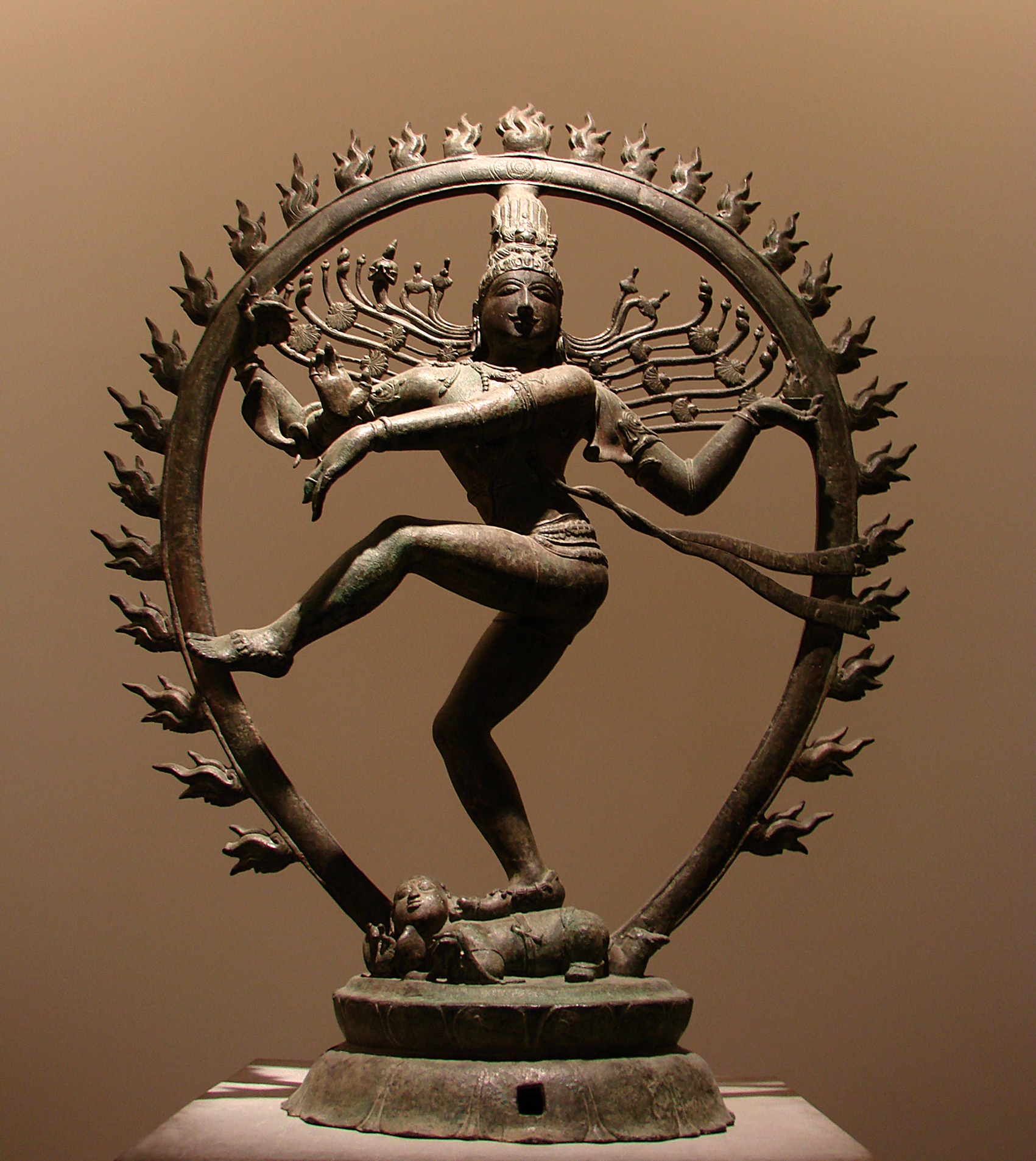
Shiva Nataraja, Índia, século XI.

A coleção indiana cobre uma extensão de 4 mil anos de história, com peças de diversas procedências e técnicas, entre bronzes, miniaturas, estatuária em madeira e objetos arqueológicos. Incluem-se peças que ilustram os primeiros contatos entre a Índia e a civilização romana, e uma rica galeria de imagens de divindades do Hinduísmo.

### Japão
O Departamento Japonês possui cerca de 11 mil obras, oferecendo um painel extremamente rico e diversificado da cultura nacional nipônica desde o terceiro milênio antes da era Cristã até a Era Meiji. Com itens das culturas Jomon, Yayoi e Kofun, a coleção se concentra contudo em torno da arte Budista dos séculos VIII a XV, com inestimável reunião de esculturas, pinturas em seda e gravuras.

### Biblioteca
Estabelecida desde a abertura do museu em 1889, e especializada em arte antiga e arqueologia da Ásia, conta com mais de 10 mil volumes e 1.500 periódicos. Também possui uma rica coleção de volumes sobre o Budismo e outras religiões orientais. Preserva obras antigas, algumas ilustradas manualmente, como a série de 700 livros japoneses do período Edo, duas mil peças tibetanas, mapas, textos Urdu, manuscritos Uigur e ensaios e monografias de orientalistas importantes.

### Arquivos Fotográficos
Estabelecidos em 1920 por Victor Goloubew, consiste de uma grande coleção de imagens de arte, arquitetura e arqueologia asiática, com numerosa seção etnográfica e grande proporção de imagens antigas tomadas em meados do século XIX pelas primeiras missões de pesquisa enviadas ao oriente, lideradas por Victor-François Brogniart, Ernest Grandidier e Doudart de Lagrée.

### Arquivos Sonoros
Criado em 1933, este departamento nasceu por instigação de Philippe Stern, na época Curador-assistente, preocupado com o rápido processo de aculturação de vários povos asiáticos tradicionais, levando a um desaparecimento progressivo de uma rica herança cultural. A coleção é um repositório precioso e único de material sonoro gravado nas missões etnográficos da década de 1950, com mais de 5 mil registros musicais, lingüísticos, religiosos e de outras naturezas.

## Galeria

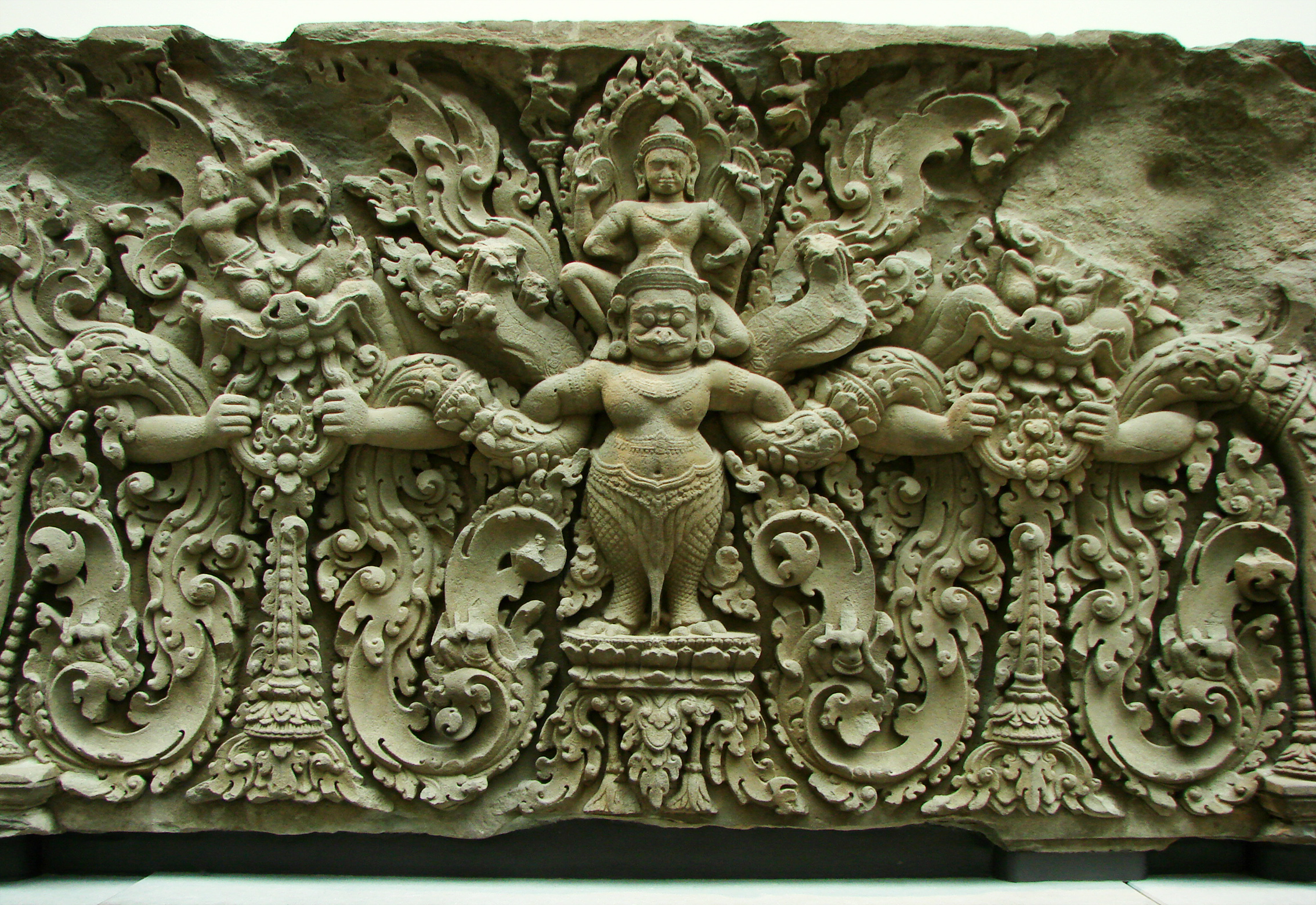
Vishnu cavalga Garuda, baixo relevo cambojano, século IX
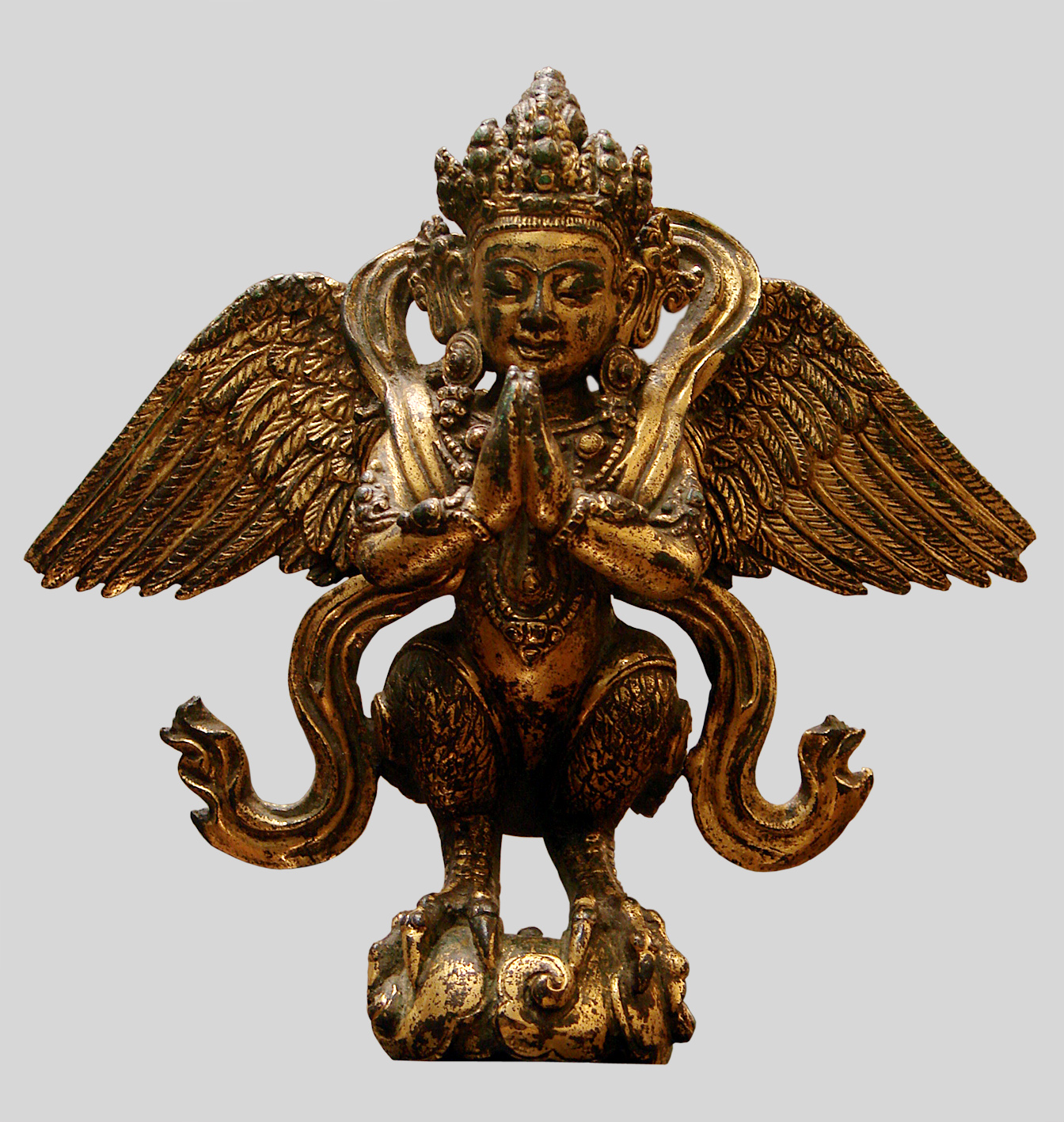
Kinnara, China, século XV
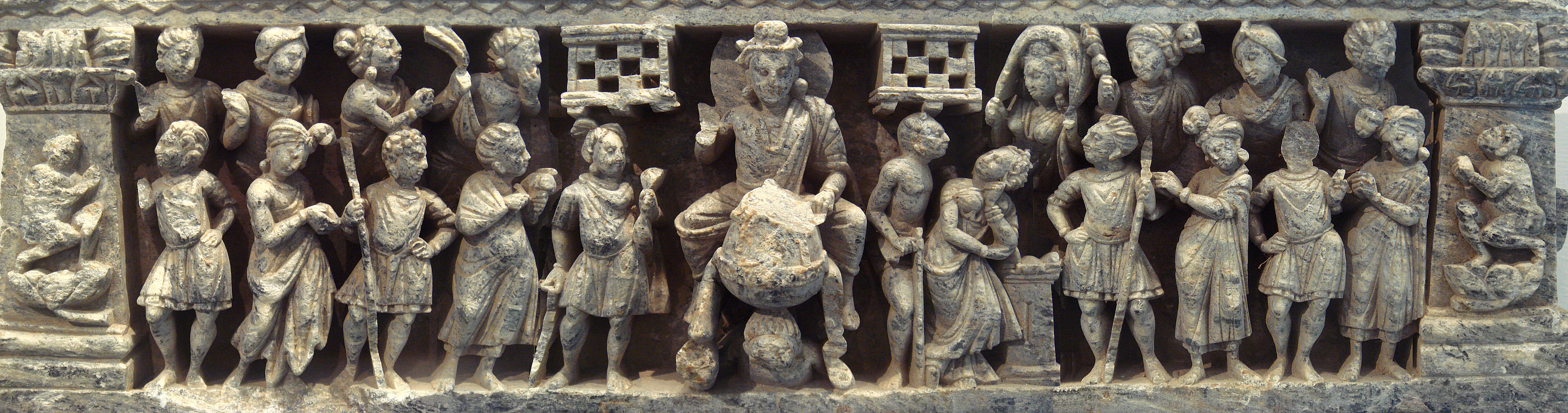
A grande despedida, cultura greco-budista de Gandara, séculos I-II
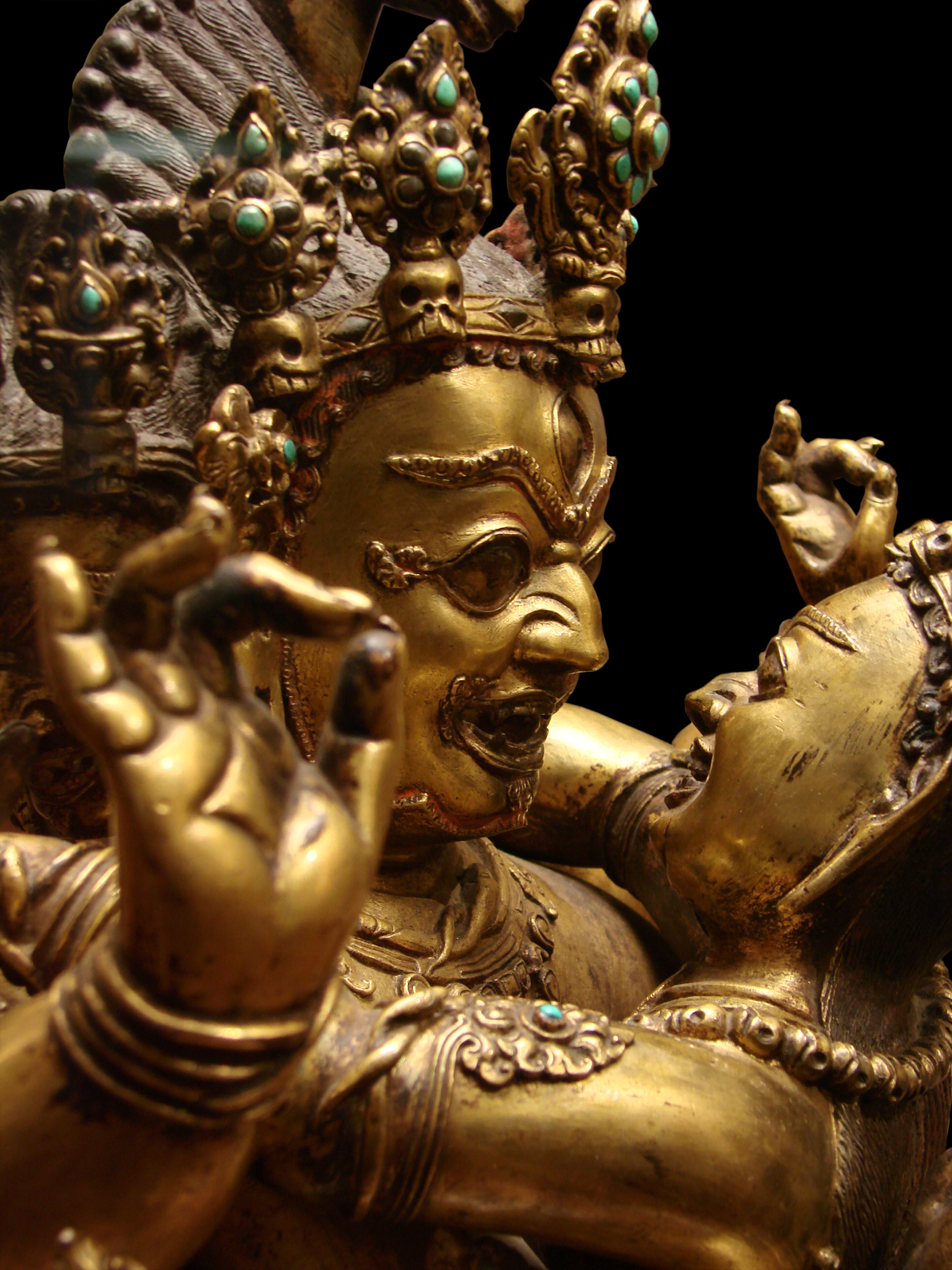
Hayagriva, Tibete, séculos XV-XVI
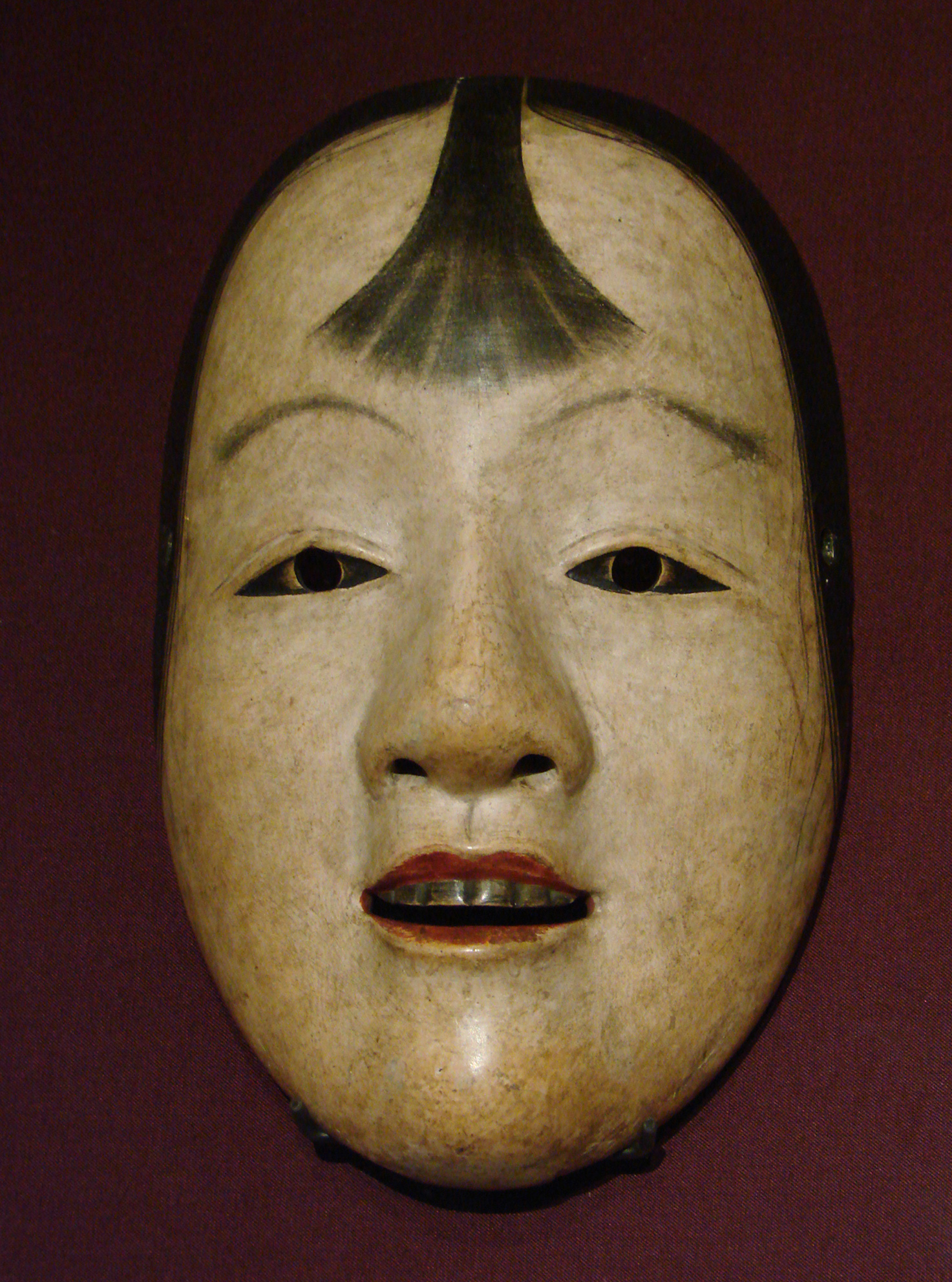
Máscara No, Japão, período Edo
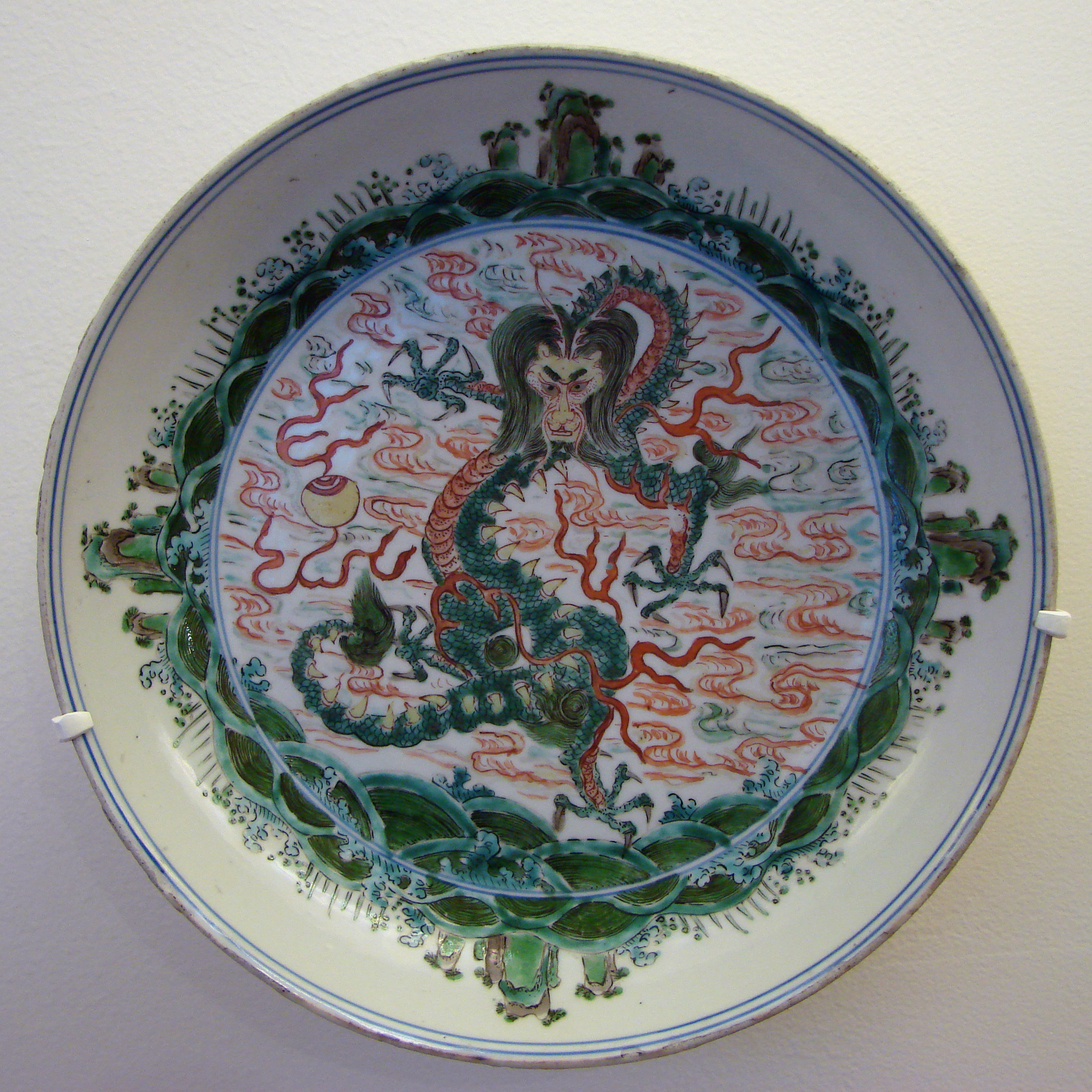
Porcelana chinesa, dinastia Qing, século XVII
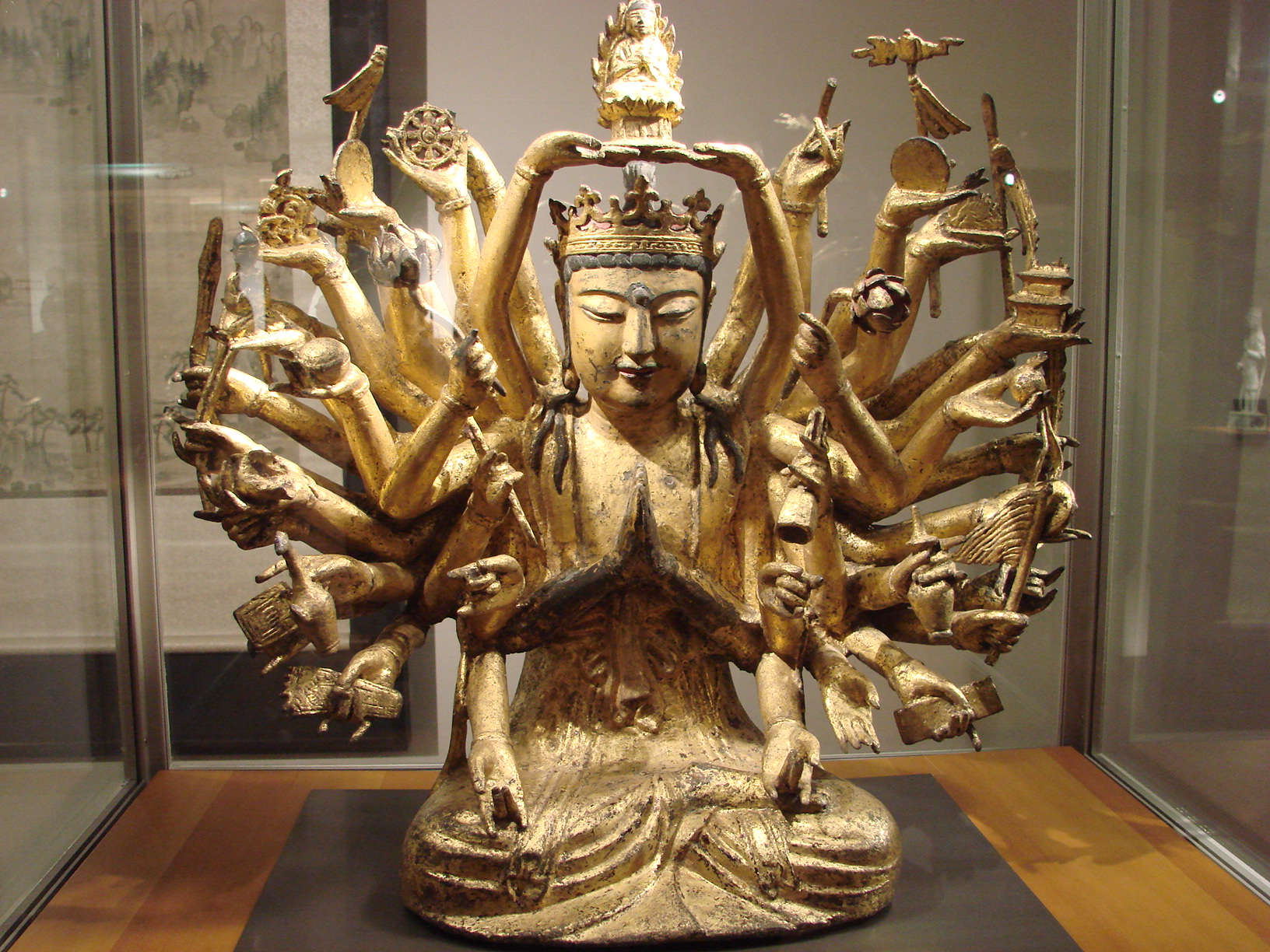
Divindade, Coréia, período Goryeo, séculos X-XI
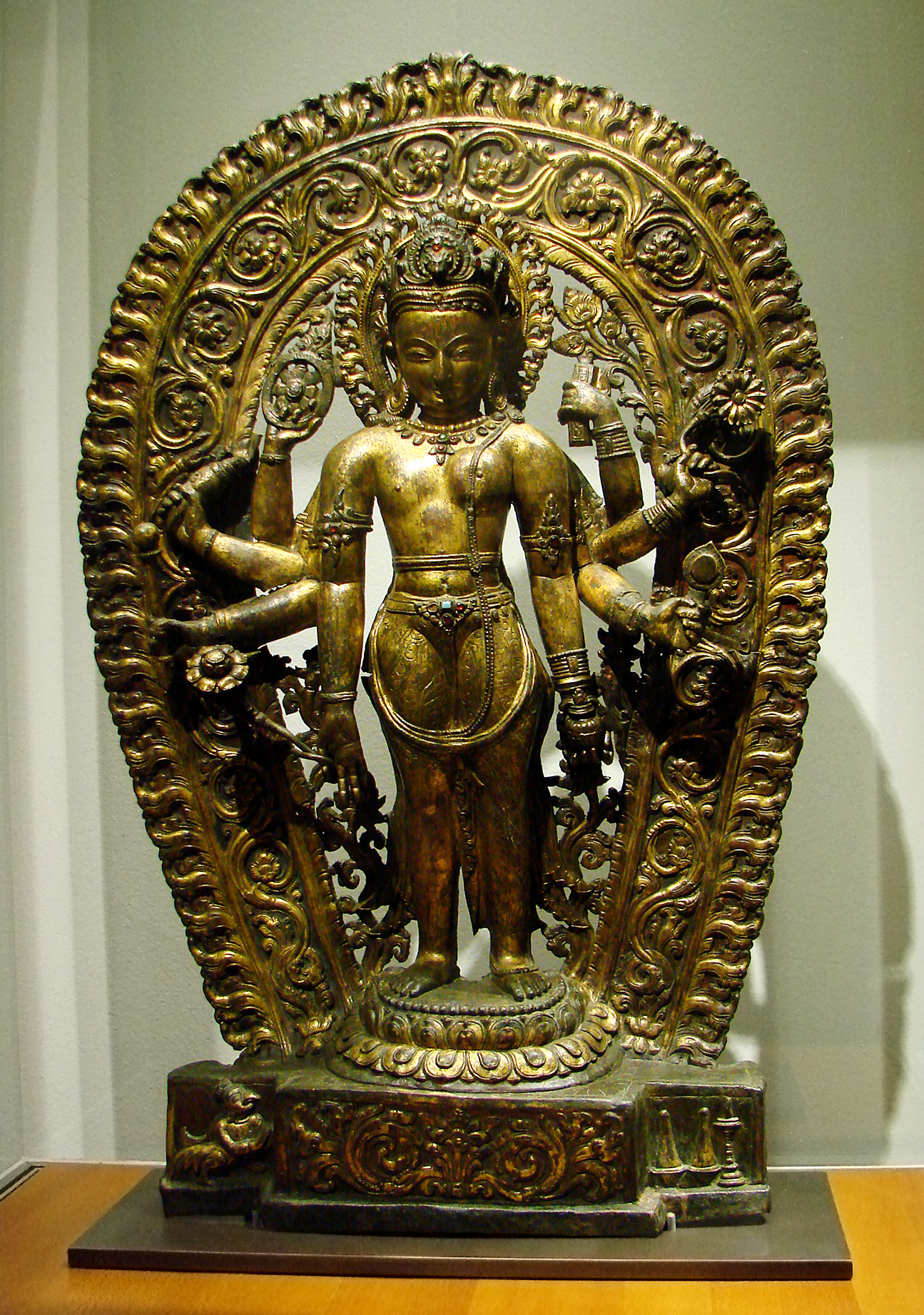
Vishnu, Nepal, século XIV
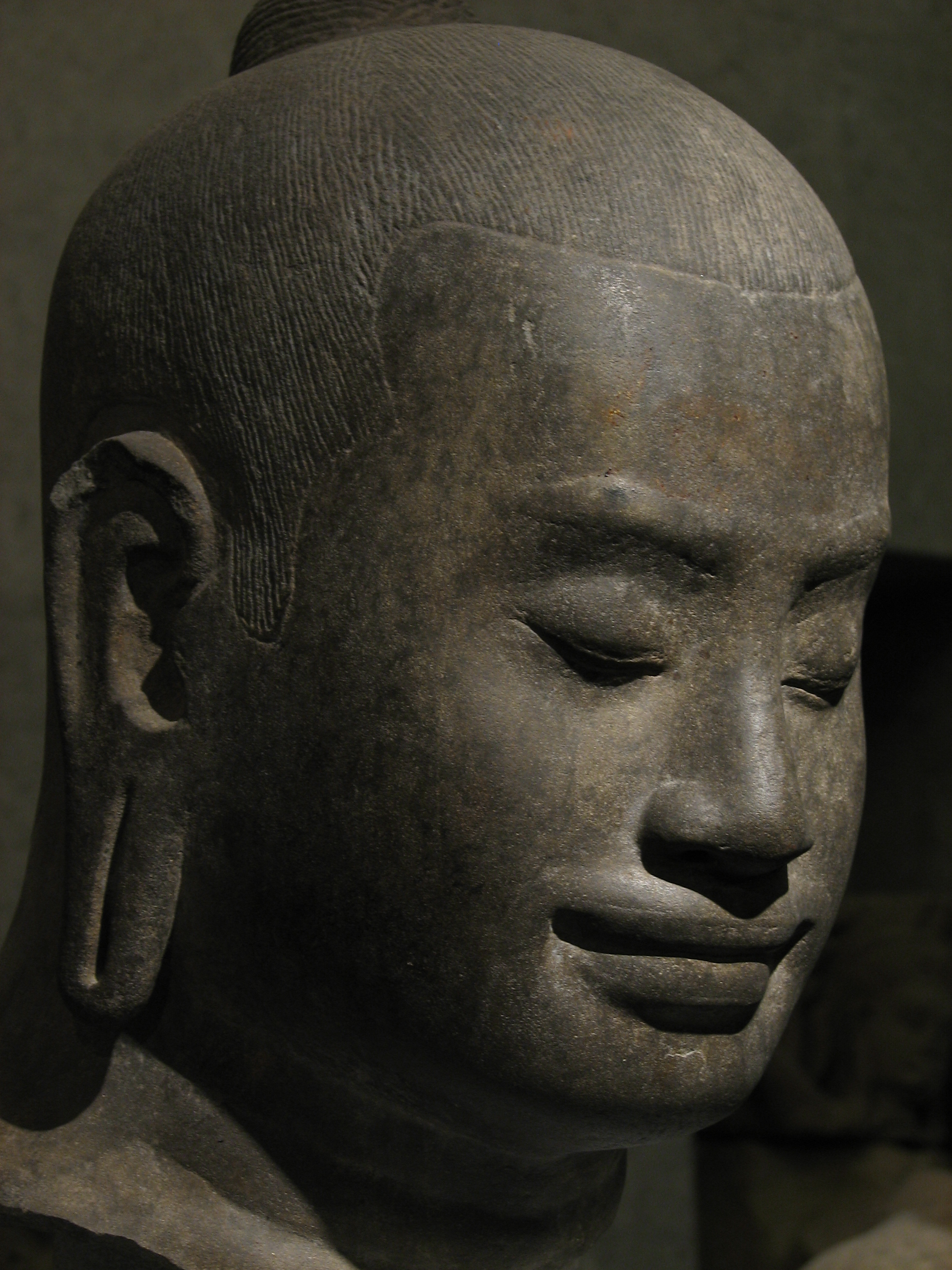
Cabeça de Jaiavarmã VII, Camboja, século XII
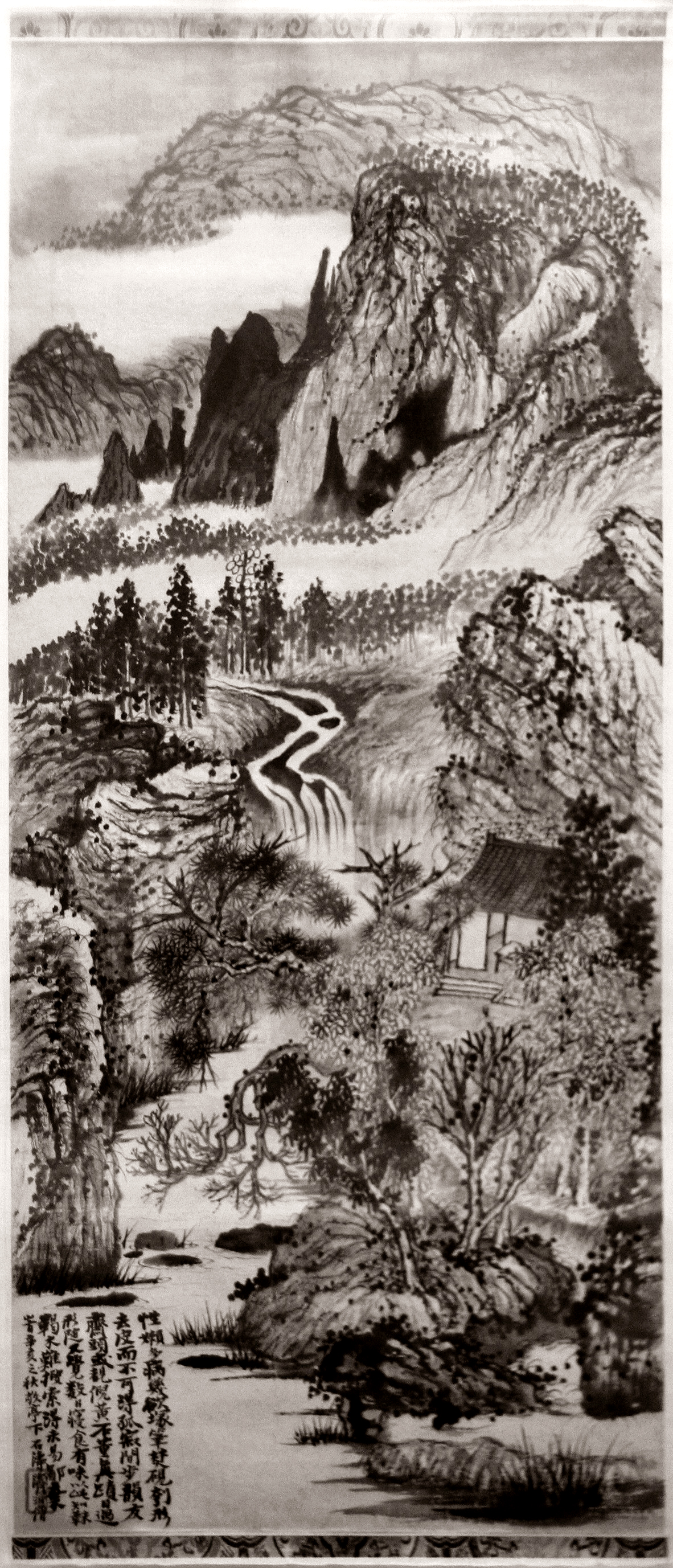
Shitao: Montes Jinting no outono, Japão, século XVII
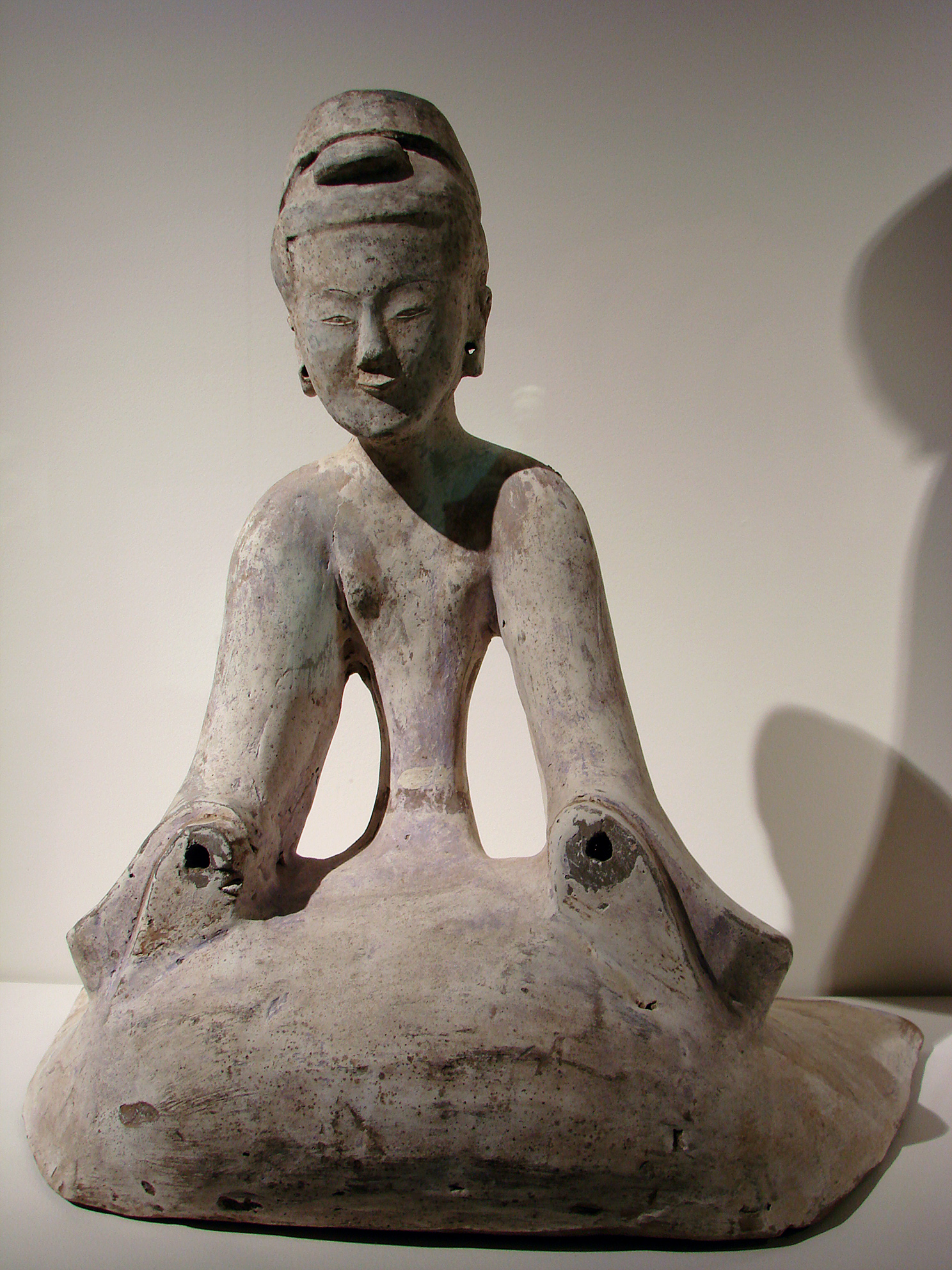
Dama sentada, Dinastia Han, China, século I-II
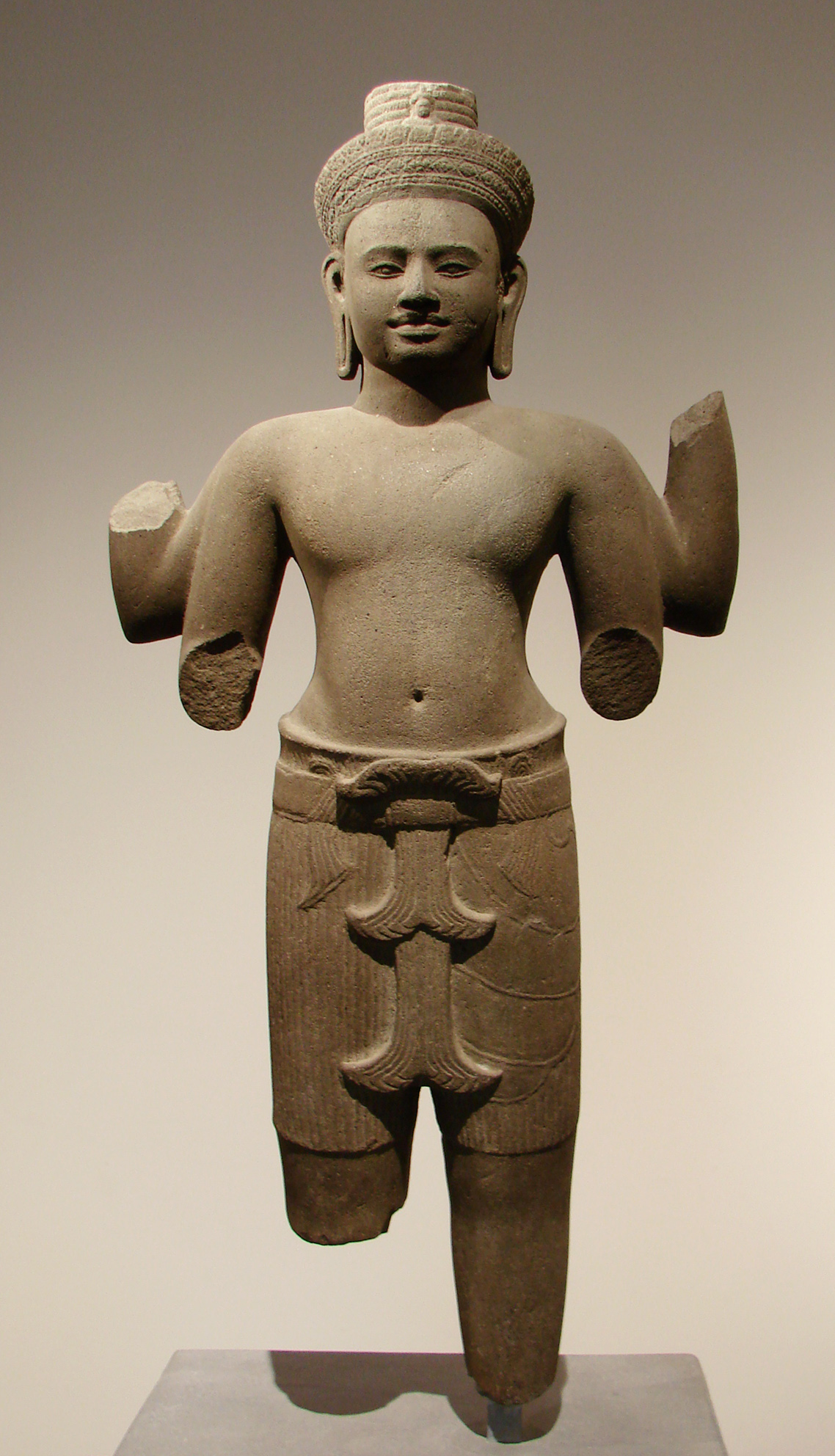
Bodhisattva, Camboja, séculos X-XI